# Loogfels A

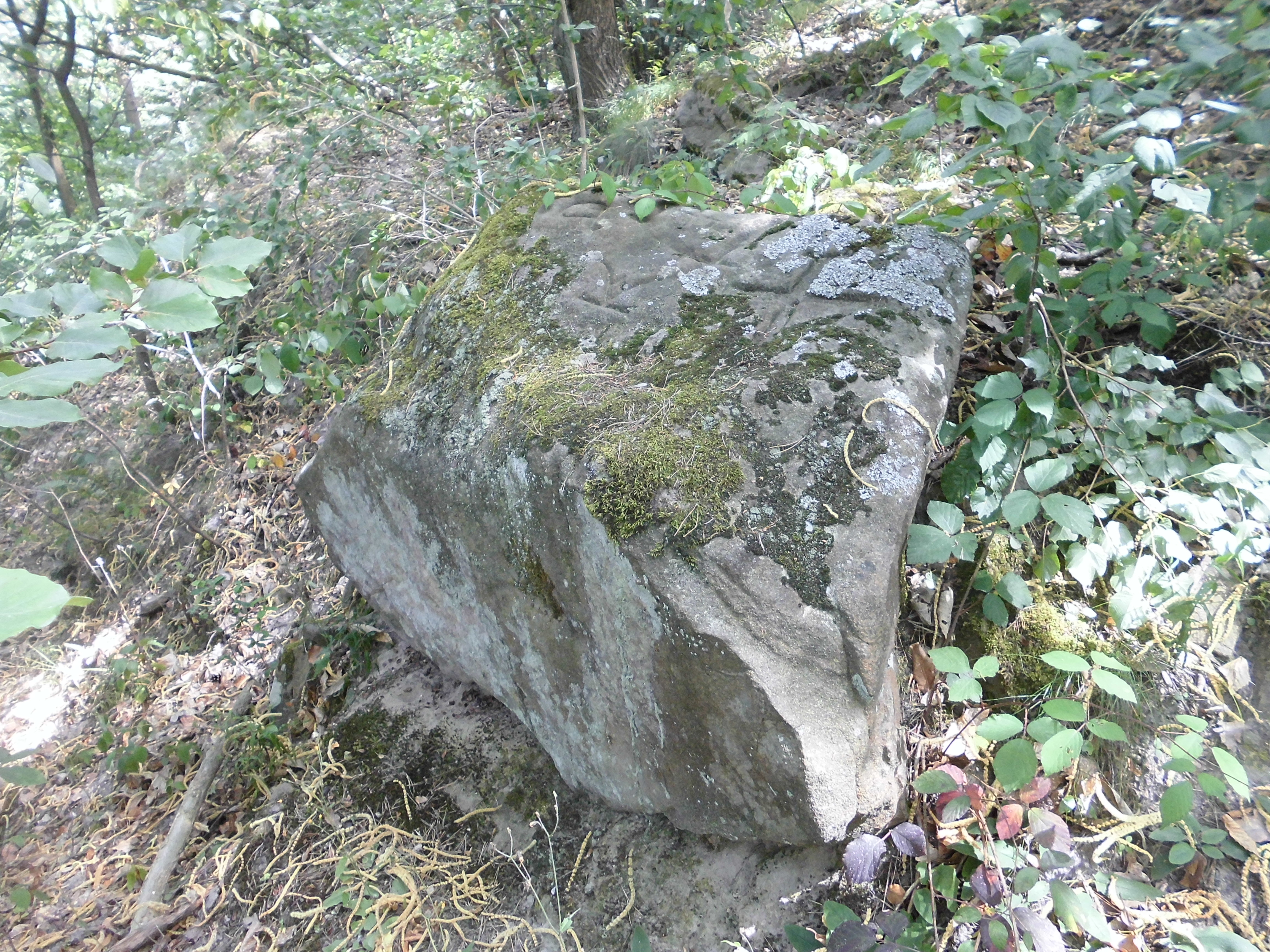
Loogfels A

Der Loogfels A ist ein Felsblock mit Einkerbungen, die eine Grenze bezeichnen. Er befindet sich westlich des rheinland-pfälzischen Dorfes Forst an der Weinstraße am Eingang des Margarethentals im Pfälzerwald. An dieser Stelle verläuft die Grenze zwischen Forst an der Weinstraße und Deidesheim, sie ändert hier beinahe rechtwinklig ihre Richtung. Der Loogfels A ist in der Denkmalliste des Landes Rheinland-Pfalz als Einzeldenkmal geführt.

## Bezeichnungen
Folgende Zeichen sind auf dem Felsblock zu finden:
- Die Jahreszahl 1770
- Das große, um einen Querbalken erweiterte Kreuz ist das Deidesheimer Waldloogzeichen
- Das kleine Kreuz steht für Forst
- Das ungleichschenklige Kreuz bezeichnet einen Grenzpunkt
- Die Zeichen A und a sind Nummerierungen